# German European Security Association
Die German European Security Association e. V. (GESA) war ein deutscher gemeinnütziger Verein mit Sitz in Berlin, der sich für zivile Sicherheitsarchitektur einsetzte. Gegründet im Jahr 2007, wurde der Verein 2017 aus dem Vereinsregister gelöscht.

## Gründung und Ziele
Die GESA wurde im Zusammenhang mit den neuen nationalen und europäischen Forschungsprogrammen zur zivilen Sicherheit gegründet und „unterstützt und fördert die zivile Sicherheitsarchitektur und -forschung für Deutschland und Europa in ihrer inhaltlichen und strukturellen Entwicklung zum Schutz des demokratischen Gesellschafts- und Wertesystems.“ Satzungszweck ist die „Förderung von Wissenschaft und Forschung […], insbesondere auf dem Gebiet der zivilen Sicherheit.“ Der Verein verfolgt „einen engen Dialog zwischen den verschiedenen Entscheidungsträgern in Deutschland und der EU“ und hat das Anliegen, „deutsche Interessen zu formulieren und gezielt in den europäischen Dialog einzubringen, die deutsche Seite frühzeitig von europäischen Prozessen in Kenntnis zu setzen.“ 2009 hatte die GESA über 80 Mitglieder, ein Teil der aktuellen Mitglieder wird auf der Webseite veröffentlicht.
Als Arbeitsschwerpunkte werden unter anderem die Beratung der Innenministerkonferenz, IT-Sicherheit, Katastrophenschutz, Kritische Infrastrukturen und der transatlantische Dialog genannt. Die GESA versteht sich als integrative Steuerung zwischen Staatlicher Steuerung, Industrie, Forschung und Bedarfsträgern. Der Verein veranstaltet jährlich Konferenzen, um „den interdisziplinären Austausch bedeutender sicherheitsrelevanter Themen zu ermöglichen, Lösungsansätze vorzustellen sowie Handlungsbedarf und -möglichkeiten (kurz- wie langfristig) aufzuzeigen.“ Die 11. GESA-Konferenz fand am 18. Juni 2013 in Berlin statt. Unter dem Titel „Smart Cities und Urban Security“ befasste sie sich mit wissenschaftlichen Aspekten der sicheren Gestaltung der Städte von morgen.
Der Verein wurde auf Initiative von Erika Mann, Christian Ehler und Alexander Graf Lambsdorff gegründet, weitere Gründungsmitglieder waren Angelika Niebler, Alexander Radwan, Werner Langen, Norbert Glante und Roland Gewalt. Der Vorstand besteht neben dem Vorsitzenden Nikolaus Breuel aus THW-Präsident Albrecht Broemme, sowie Forschungs- und Firmenvertretern wie Klaus Thoma vom Fraunhofer EMI und Michael von Foerster von Bosch Sicherheitssysteme. Der ehemalige Geschäftsführer und heutige General Representative Christoph Stroschein leitete als Geschäftsführer auch das in Potsdam ansässige, früher als „operativer Arm“ der GESA beschriebene German European Security and Safety Institute (GESI). Das Institut war als Verein am 14. Oktober 2009 im Kontext des Potsdamer Sicherheitsforums gegründet worden, als dessen zukünftiger Ausrichter es damals vorgeschlagen worden war. Als erster Vorsitzender war Michael von Foerster gewählt worden, Vorstandsmitglied der GESA und Leiter der Regierungs- und Öffentlichkeitskontakte von Bosch Sicherheitssysteme. Die Auflösung des GESI e. V. wurde bereits im Dezember 2010 beschlossen. Gemäß Lobbypedia wurde der Verein zum 30. September 2015 aufgelöst. Die Löschung aus dem Berliner Vereinsregister erfolgte am 10. Juli 2017.

## Kritik
Der Verein wurde von Jörg Tauss und Lars Sobiraj als „Lobbyisten-Vereinigung“ kritisiert, die „wohl nichts als die Absicht [habe], dem Netzwerk aus Industrie und Forschung Fördermittel und Aufträge zuzuschanzen.“ Martin Ehrenhauser, fraktionsloses Mitglied des Europäischen Parlaments, schrieb in einer im Februar 2013 veröffentlichten Studie über Lobbyismus der Sicherheitsindustrie in der Europäischen Union: „Die Verflechtungen zwischen der GESA und der EOS mit der europäischen Politik sind derart intensiv, sodass unabhängige und am Gemeinwohl orientierte politische Entscheidungen deutlich erschwert werden.“ Er kritisierte insbesondere die Interessenskonflikte und die fehlende Trennung zwischen politischer Tätigkeit und der Vereinsarbeit, da als Postanschrift des Vereins Ehlers Bundestagsbüro angegeben sei und der Sitz dieselbe Adresse habe wie Ehlers Europa-Büro im Wahlkreis und die Geschäftsstelle des CDU-Landesverbands Brandenburg. Außerdem sei der Verein nicht im Lobbyregister der EU eingetragen.